# 이세미나
이세미나(1987년 3월 20일 ~ )는 2011년 미스코리아 미(美)이다.

## 프로필
- 출생 : 1987년 3월 20일
- 신체 : 171.1cm, 47.9kg, 31-24-35
- 학력 : 카이스트 물리학과
- 수상 : 2011년 미스코리아 미(美) & 매너상, 2011년 미스코리아 경기 진(眞)
- 취미 : 발레
- 특기 : 사진 촬영, 기타 연주